# Paunkülareservoaren
Paunkülareservoaren (estniska: Paunküla Veehoidla) är en reservoar i Estland. Den ligger i Kose kommun i  landskapet Harjumaa, i den centrala delen av landet, 50 km sydost om huvudstaden Tallinn. Paunküla Veehoidla ligger 72 meter över havet och arean är 4,2 kvadratkilometer.
Paunkülareservoaren tillförs vatten av Pirita jõgi samt Sae-Paunkülakanalen som förbinder den med floden Jägala jõgi. Den avvattnas av Pirita jõgi. Det finns flera öar i sjön, däribland Seapilli, Tudre, Mustakannusaar och Mesipuusaar. Äldre namn på delar av sjön, innan den dämdes upp, är Tudre järv och Seapilli järv. I anslutning till reservoaren ligger byarna Paunküla och Kiruvere i norr, småköpingen (estniska: alevik) Ardu i söder och sjön Kiruvere järv i norr.

## Galleri

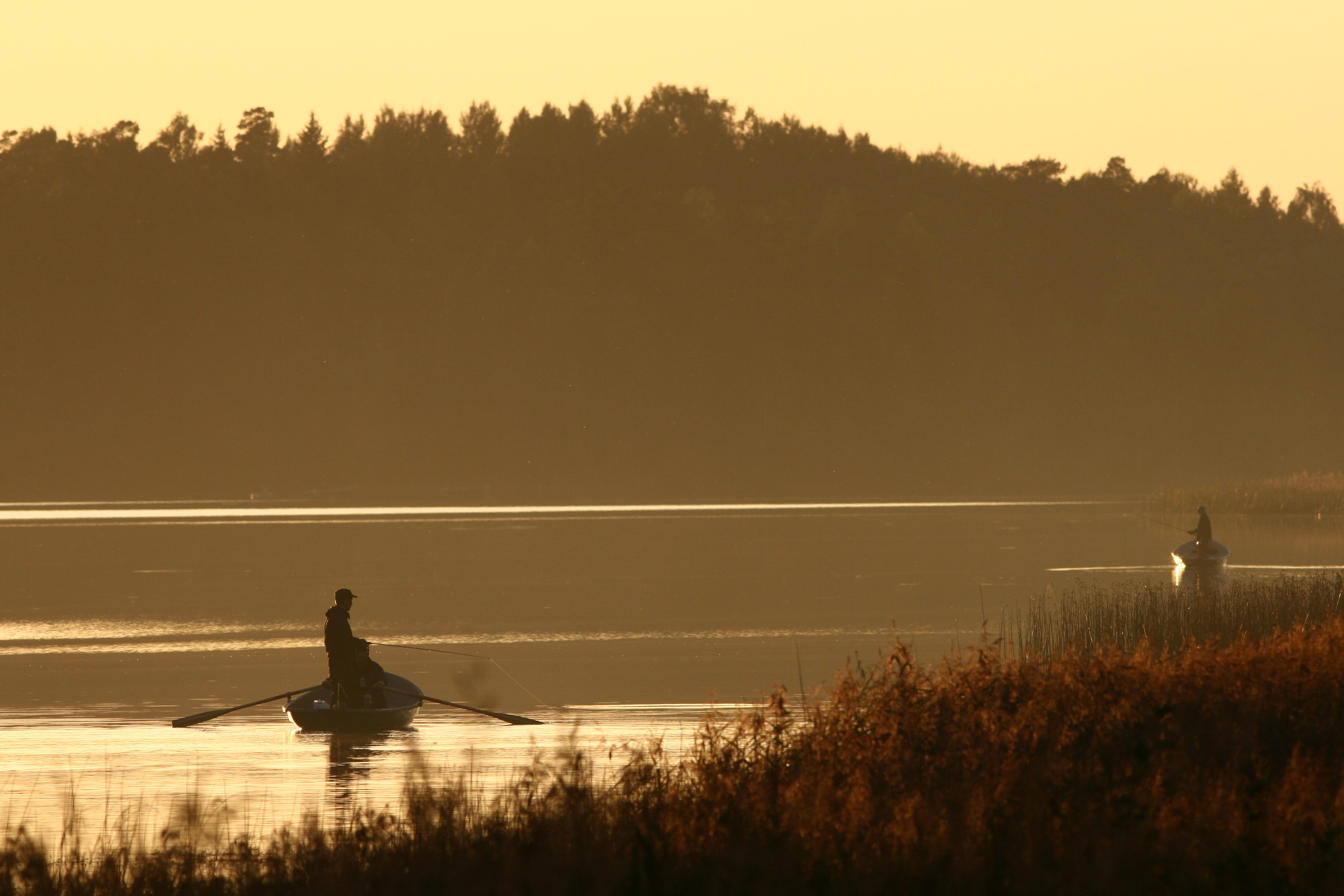
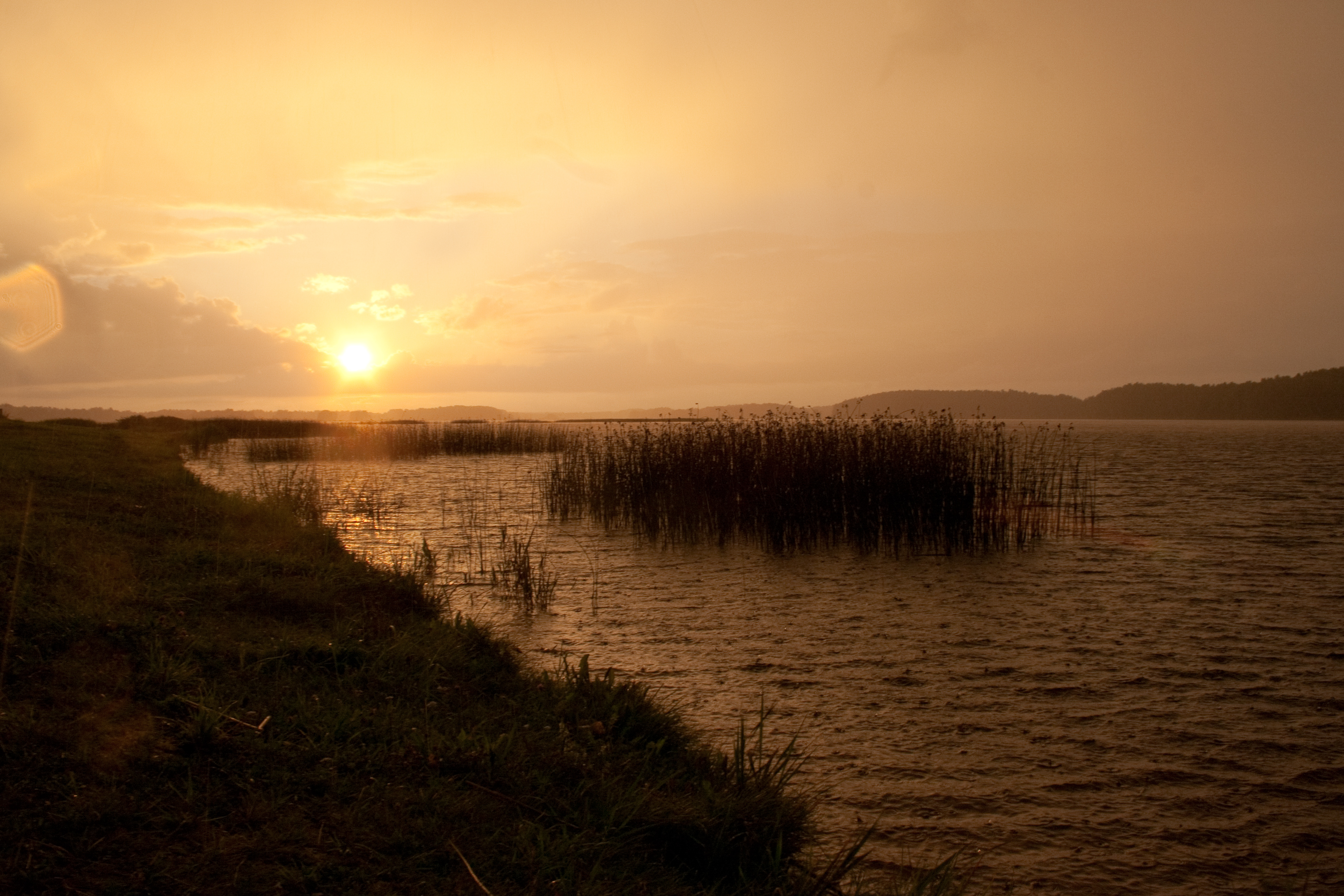
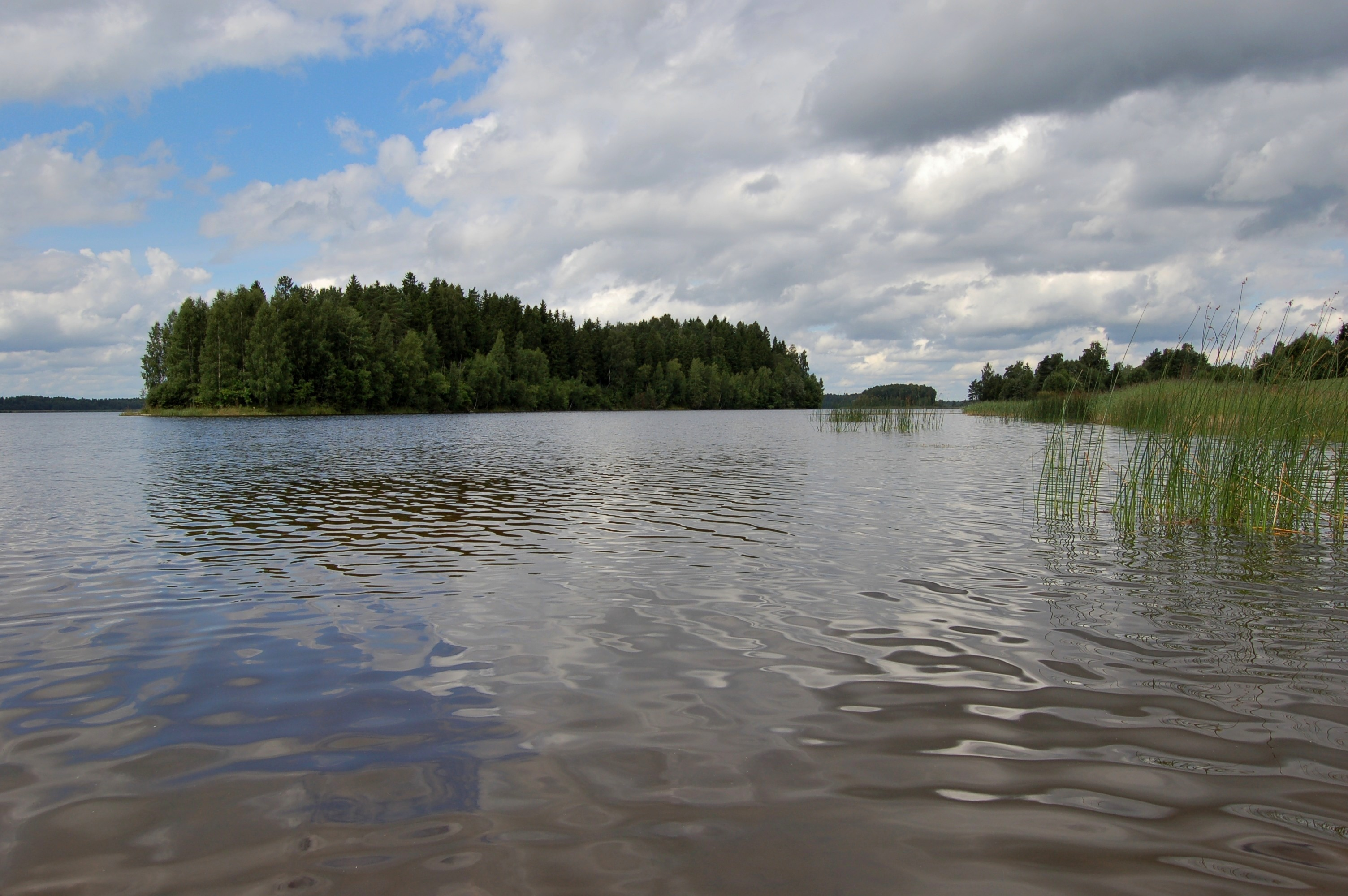